# Milan Urban
Milan Urban (ur. 15 października 1958 w Čáslaviu) – czeski polityk, inżynier i przedsiębiorca, parlamentarzysta, w latach 2003–2006 minister przemysłu i handlu.

## Życiorys
Z wykształcenia inżynier, w 1982 ukończył studia na wydziale hutniczym Wyższej Szkoły Górniczej w Ostrawie. Pracował początkowo w przedsiębiorstwie ČKD Kutná Hora, od lat 90. związany zawodowo z sektorem prywatnym. Od 1985 do 1989 należał do Komunistycznej Partii Czechosłowacji. W 1995 dołączył do Czeskiej Partii Socjaldemokratycznej. W latach 1998–2004 zasiadał w Izbie Poselskiej. Od 2002 do 2003 pełnił funkcję przewodniczącego frakcji poselskiej socjaldemokratów.
Od marca 2003 do września 2006 sprawował urząd ministra przemysłu i handlu w rządach Vladimíra Špidli, Stanislava Grossa i Jiříego Paroubka. W 2006 powrócił do niższej izby czeskiego parlamentu. Z powodzeniem ubiegał się dwukrotnie o reelekcję – w wyborach w 2010 i 2013. W latach 2007–2011 był wiceprzewodniczącym ČSSD.